# Centre hospitalier universitaire de Lille
Le Centre Hospitalier Régional Universitaire de Lille ou CHRU de Lille est un centre hospitalier universitaire d'une capacité totale de plus de 3 000 lits en  2018 et composé de 14 hôpitaux spécialisés. Situé à Lille, dans la Métropole Européenne de Lille (Hauts-de-France), il est affilié à l'Université de Lille (université de 80 000 étudiants). Il constitue, avec le Parc Eurasanté et l'université, l'un des plus grands campus santé d'Europe étalé sur 350 hectares; et sa Faculté de médecine est la principale de France avec plus de 12 000 étudiants.
Le centre emploie près de 16 000 personnes en 2018 (principal employeur public de la région), dont 3 558 médecins en exercice ou en formation; et la même année il a assuré 1 401 291 consultations, 981 811 appels d'urgence, 259 greffes d'organes ou encore 5 683 naissances (plus grande maternité de France). Il  bénéficie d'un budget annuel en 2018 d' 1 milliard 300 millions d'euros. Il possède également l'un des plus grands instituts d'Europe voué aux spécialités cardio-vasculaires et thoraciques.
Organisé en 16 pôles d'activités médicales, comptant plus de 1 200 chercheurs, et collaborant avec de nombreuses structures de recherches (dont l'Institut Pasteur de Lille, le CNRS, l'Université de Lille ou encore l'INSERM), le CHU est réputé dans plusieurs spécialités médicales comme en cardiologie, en pneumologie, en neurochirurgie ou pour le diabète. Il est par ailleurs doté de plusieurs techniques de pointe.
Le CHU de Lille est l’établissement support du Groupement Hospitalier de Territoire (GHT) Lille Métropole Flandre Intérieure (LMFI) : un réseau de 10 établissements publics de santé (8 000 lits) qui se coordonnent dans le but de garantir une meilleure prise en charge sur le territoire. Il collabore également avec le CHU d’Amiens au niveau régional.
Le site est desservi notamment par les stations de métro CHU – Centre Oscar-Lambret et CHU - Eurasanté.

## Le campus santé
Le CHU de Lille appartient à l'un des plus grands campus santé d'Europe qui s'étale sur 350 hectares répartis entre les communes de Lille (quartier de Lille-Sud) et Loos, au sein de la Métropole Européenne de Lille. Ce campus regroupe les différents hôpitaux et bâtiments du CHU, mais également les écoles et instituts du CHU, le Centre Oscar Lambret (centre de lutte contre le cancer), le SAMU du Nord et le centre anti-poison, plusieurs établissements d'enseignement supérieur (dont les facultés liées au domaine de la santé de l'Université de Lille avec l'UFR3S : Sciences de la Santé et du Sport), différents centres et laboratoires de recherche (notamment l'INSERM), ainsi que de nombreuses entreprises réunies notamment au sein du parc d'activité Eurasanté (pôle d'excellence voué aux biotechnologies et à la santé). En plus de la plus grande faculté de médecine ainsi que la plus grande maternité de France, on trouve sur le campus l'un des plus grands instituts de spécialités cardio-vasculaires et thoraciques d'Europe.

### Situation et accès
Le quartier est délimité au nord par l'autoroute A25 et la voie ferrée Lille-Béthune, à l'est par le quartier de Lille-Sud (rues de Cannes, Jean Walter et Paul Doumer), au sud par la campagne de Loos et Wattignies et à l'ouest par la ville de Loos (rues Jacques Malbemat et Henri Ghesquière).
De par cet emplacement, le campus est bien desservi et accessible :
- Une gare SNCF (Lille-CHR) lui permet d'être desservi par le TER. Cette gare est située au nord du centre hospitalier, près de la station de métro CHU – Centre Oscar-Lambret.
- Le centre hospitalier est aussi accessible via l'autoroute A25 (sortie 4 : Lille Faubourg de Béthune).
- Le site est desservi par de nombreux transports en commun. Il dispose ainsi de deux stations de métro (CHU – Centre Oscar-Lambret et CHU – Eurasanté). Par ailleurs, de nombreuses lignes de bus ont des arrêts dans le CHU de Lille.

### Parc Eurasanté
Eurasanté est le parc d'activité et le pôle d'excellence voué aux biotechnologies et à la santé que la Métropole Européenne de Lille a développé autour du CHU. Il est géré par l'agence de développement économique spécialisée Eurasanté, chargée d'accompagner tous les acteurs de la filière et de fédérer des acteurs du monde de l'enseignement supérieur, de la recherche médicale et des entreprises spécialisées dans le domaine de la santé. Outre le Centre hospitalier universitaire, il accueille notamment les facultés de médecine, d'odontologie, d'ingénierie de la santé, ainsi que de pharmacie de l'Université de Lille (UFR3S : Sciences de la Santé et du Sport), l’Institut Pasteur de Lille, l'Établissement français du sang Nord de France, le Centre de lutte contre le cancer Oscar Lambret, plus de 60 laboratoires de recherche en santé, et de nombreuses entreprises, principalement dans le domaine des médicaments et des biotechnologies. Il héberge également le siège du Pôle de compétitivité « Nutrition Santé Longévité » qui rassemble des acteurs de l’agroalimentaire (de l’ingrédient au produit fini) et des acteurs des biotechnologies sur des projets à la croisée entre Nutrition et Santé. Il comprend en 2016 près de 170 entreprises pour 3 000 salariés et 3 000 chercheurs.

## Historique

### Création de la Cité hospitalière
L'idée d'une « Cité hospitalière » rassemblant en un seul site hôpitaux, faculté de médecine, laboratoires de recherche, et hébergements est avancée en 1930 par le professeur Oscar Lambret. L'idée est révolutionnaire pour l'époque. Elle répond aux interrogations des dirigeants de l'agglomération lilloise qui constatent les ravages consécutifs à la première guerre mondiale : population sous-alimentée pendant quatre ans à la mortalité et à la morbidité effrayantes, ravages de la tuberculose. L'équipement hospitalier est donc une préoccupation majeure qui prend toute sa place dans les besoins énormes de la reconstruction après les destructions de la guerre. Lille Roubaix Tourcoing partagent le même souci mais ne s'accordent pas sur les moyens d'y répondre, jusqu'à la proposition d'Oscar Lambret. Celui-ci connait bien la situation : professeur de chirurgie à l'hôpital Saint-Sauveur vétuste et dépassé, il est vice-président de la commission des hospices. Roger Salengro, maire de Lille de 1925 à 1936, est rapidement convaincu et lui apporte un soutien sans faille. Albert Châtelet, recteur de l'Académie de Lille de 1924 à 1937, reconnait la nécessité d'une nouvelle faculté de médecine et fait partie des alliés fidèles du projet. Oscar Lambret peut également compter sur son ami Albert Sarraut, plusieurs fois ministre à l'époque. Le lieu d'implantation sur des terrains inoccupés au sud de Lille est choisi en 1930 et les procédures de déclaration d'utilité publique et d'acquisition des terrains nécessaires sont lancées dans les mois et années qui suivent. Plusieurs difficultés doivent être surmontées (nouvelle techniques pour le pompage du béton du fait de la hauteur de la construction, retard lié aux grèves de 1936, etc.) mais en juin 1937, un premier hôpital, l'hôpital Calmette ouvert depuis un an, est officiellement inauguré. La seconde guerre mondiale va interrompre les travaux de la Cité hospitalière, le gros œuvre est terminé, mais la construction reste en l'état, sans entretien pendant cinq ans. On s'interroge sur la suite à donner au projet, jusqu'à ce que Claude Huriez mobilise les bonnes volontés. Nommé en 1949, secrétaire général du « Comité d'achèvement de la Cité hospitalière », il va donner l'impulsion décisive.

Ancien logo.

En 1953, se déroule finalement l'inauguration officielle de la tant attendue Cité hospitalière (actuel hôpital Claude-Huriez), issue de la collaboration entamée en 1934 des architectes Urbain Cassan, Louis Madeline et Jean Walter, sur un plan inspiré de l'avant-projet de Paul Nelson. Le complexe monumental est labellisé au titre du « Patrimoine du XXe siècle ».

### Évolution
Le terme de Cité hospitalière n'est progressivement plus utilisé, elle devient l'hôpital Claude-Huriez, lui même appartenant au nouveau Centre Hospitalier Universitaire. Depuis, et très vite, le désormais campus santé n'a cessé de grandir et de voir de nouveaux bâtiments y naître.
Dans les années 1990-2000, la modernisation de l'hôpital Claude-Huriez (1995-2010) s'est accompagnée d'une urbanisation du sud (faculté de médecine, pôle formation en 1996, hôpital Jeanne-de-Flandre en 1997, développement du parc Eurasanté... ) et de l'ouest (centre de biologie-pathologie en 2006) du campus.
Le développement du CHU se poursuit avec « l'opération sud », qui consiste à moderniser et urbaniser le sud du campus santé :
- Phase 1 (2011-2015) : 
  - Regroupement des réanimations (2010-2012)
  - Restructuration des urgences (2010-2015)
  - Restructuration de l'hôpital Jeanne-de-Flandre (2010-2014)
- Phase 2 (2015-2016) : rénovation de l'hôpital Roger-Salengro.
- Construction du plus grand institut d'Europe voué aux poumons et au cœur (Institut Coeur-Poumon), réhabilitation de l'hôpital Calmette, construction bâtiment addictologie (fin en 2020)
- Agrandissement de la faculté de médecine (fin en 2016)
- 2019 : le CHU de Lille s’est engagé à créer son propre EDS (entrepôts de données de santé), le projet INCLUDE
- 2020 : Projet Kidshearts : chirurgie cardiaque infantile en partenariat avec les cliniques universitaires de Saint-Luc à Bruxelles[15]
- 2021 : Construction d'un institut de recherche sur le Cancer, Fondation d'un pôle mondial de précision sur le diabète (PRECIDIAB)

## Organisation

### Gouvernance
Depuis le 15 mai 2017, Frédéric Boiron est le directeur général du CHU de Lille (nomination par décret du président de la République en date du 9 mai 2017).
Les précédents directeurs généraux sont : 
- M. André Vancostenobel (1946 - 1964)[17]
- M. Jean Thouvignon (1964 - 1968)[17]
- M. Mufraggi (1968 - 1974)[17]
- M. Henri Segond (1974 - 1991)[17]
- M. François Grateau (1991 - 1996)[17]
- M. Didier Delmotte (1997 - 2011)[18] ;
- M. Yvonnick Morice (2011 - 2014)[19] ;
- M. Jean-Olivier Arnaud (2014 - 2017)[20].

Bruno Donius, directeur général adjoint, a assuré l'intérim de la direction générale en 2014 et en 2017.

### Budget
En 2016, le budget du CHU de Lille était de 1 milliard 295 millions d'euros.

### Pôles
Le CHU est organisé en 16 pôles d'activités médicales :
| - Pôle Anesthésie - Pôle Biologie, Pathologie, Génétique - Pôle Cardio-vasculaire et Pulmonaire - Pôle Enfant - Pôle Femme, Mère et Nouveau-né - Pôle Gérontologie - Pôle Imagerie et Explorations fonctionnelles - Pôle Médico-Chirurgical | - Pôle Neurosciences et Appareil locomoteur - Pôle Psychiatrie, Médecine légale et Médecine en milieu pénitentiaire - Pôle Réanimation - Pôle Rééducation, Réadaptation et Soins de suite - Pôle Santé publique, Pharmacologie et Pharmacie - Pôle Spécialités médicales et oncologiques - Pôle Spécialités médico-chirurgicales - Pôle Urgences |

### Établissements
Le centre hospitalier universitaire de Lille regroupe 14 hôpitaux spécialisés ainsi que le SAMU/Centre 15 du Nord.
De nombreux autres établissements de santé privés, de cliniques ou d'hôpitaux privés (notamment affiliés à des instituts privés importants comme l'université catholique de Lille) coexistent avec le CHU au sein de la métropole lilloise mais ne font en aucun cas parti de celui-ci et ne sont donc pas abordés ici.
L'hôpital Claude Huriez, plus grand hôpital du CHU et ex-Cité Hospitalière inaugurée en 1953 et labellisé au titre du « Patrimoine du XXe siècle », regroupe les services spécialisés en urologie, néphrologie, maladies de l'appareil digestif, l'ORL, la dermatologie, l'hématologie et l'endocrinologie. L'hôpital se compose aussi des services de transplantation d'organes, de chirurgie générale et de réanimation chirurgicale. On y trouve également les urgences ophtalmologiques, et le pôle recherche de la faculté de médecine.

Logo du CHU de Lille

L'hôpital Albert Calmette, (inventeur du BCG) plus ancien hôpital du campus, originellement destiné à l'accueil des patients atteints de tuberculose, est aujourd'hui spécialisé dans les maladies respiratoires. On y trouve ainsi des services de pneumologie, exploration fonctionnelle respiratoire, réanimation respiratoire, chirurgie thoracique ainsi que le service de gestion des risques infectieux. Il accueille également des services d'andrologie, le laboratoire de spermiologie et les consultations de soins palliatifs. Il est prévu de déménager pratiquement tous ses services dans le nouvel Institut Coeur-Poumon.
L'hôpital Jeanne de Flandre est spécialisé dans toutes les pathologies de la femme, de l'enfant et de la reproduction. On y trouve ainsi la maternité du CHU, la plus grande de France avec près de 6000 naissances par an, et donc les urgences gynécologiques.
L'hôpital Roger Salengro regroupe les urgences adultes et enfants, le Centre de Traitement des Brûlés, les différents secteurs de réanimation. Les services de neurologie, d'orthopédie/traumatologie et les spécialités médico-chirurgicales se trouvent également dans cet hôpital.
Comme son nom l'indique, l'Institut Coeur-Poumon gère tous les aspects de l'hospitalisation dans le domaine des pathologies cardio-vasculaires et thoraciques, qu'il s'agisse des urgences, des consultations, des traitements, de l'hébergement ou encore des examens diagnostiques. Cet hôpital est le seul au nord de Paris où l'on pratique la greffe cardiaque et la pose de défibrillateur implantable. Il s'agit du plus grand institut d'Europe de spécialités cardio-vasculaires et thoraciques.
L'hôpital Michel Fontan 1 et 2 accueille les soins relevant du domaine psychiatrique (pour les adultes comme pour les enfants), aussi bien en consultations qu'en psychiatrie de liaison ou en hospitalisation conventionnelle. Le service d'addictologie en fait également partie.
L'hôpital André Fourrier assure la prise en charge des patients atteints de pathologies infectieuses ainsi que les situations d'épidémie.
L'hôpital Pierre Swynghedauw, spécialisé dans la réeducation.
L'Unité Hospitalière Sécurisée Interrégionale (UHSI) est destinée à accueillir les détenus incarcérés dans le Nord-Pas-de-Calais sans distinction de sexe et âgés de plus de 13 ans. Il s'agit du second établissement de ce type en France.
Le centre Abel Caumartin est le centre de soins d'enseignement et de recherches dentaires (CSERD) du CHU, il est installé au sein de la faculté d'odontologie de l'université de Lille.
Seul établissement du CHU implanté en dehors du campus santé (avec le CSAPA, l'URSAVS et la Blanchisserie Centrale), l'hôpital des Bateliers (il est situé dans le Vieux-Lille) assure les soins gériatriques dans trois secteurs d'hospitalisation (médecine aiguë, soins de suite et réadaptation et soins de longue durée) et deux unités complémentaires en rééducation et radiologie.
Ces structures cohabitent avec d'autres établissements de soins comme le Centre Oscar-Lambret (lutte contre le cancer), mais qui ne dépendent pas directement du CHU.

### Moyens techniques sophistiqués
Le CHU de Lille dispose de techniques de pointe :
• 7 IRM (dont une destinée à l’urgence 24h/24, une IRM 3 teslas destinée à la recherche, une IRM 3 teslas clinique, une IRM au bloc de neurochirurgie),
• 7 scanographes dont un double source,
• 4 salles de radiologie interventionnelle dont deux salles «biplan »,
• 3 salles de coronographie numérisée,
• 6 gamma-caméras dont 2 gamma-caméras hybrides,
• 1 tomographe à émission de positons,
• 2 ostéodensitomètres RX,
• 90 échographes,
• 1 système de radiologie basse dose RX (EOS) à l’hôpital Jeanne de Flandre,
• 1 mammographe numérique à l’hôpital Jeanne de Flandre,
• 7 salles de radiologie capteur plan,
• 14 salles de radiologie conventionnelle (numérisation indirecte ERLM)
• 1 équipement de stéréotaxie (Gamma Knife) utilisé en collaboration avec le Centre Oscar Lambret
• 1 robot chirurgical Da Vinci S utilisé en collaboration avec le Centre Oscar Lambret
• 1 salle hybride cardiovasculaire Discovery
• 1 robot de marche (hôpital Swynghedauw)
• 1 plateforme de séquençage de gènes haut débit (Centre de Biologie Pathologie)
• 3 chambres hyperbares (bâtiment des réanimations)

### Fonds de dotation
En avril 2015 le CHU de Lille lance son fonds de dotation destiné à contribuer au financement de nouveaux projets dans 4 domaines :
- recherche et innovation médicale
- amélioration du bien-être et de la prise en charge des patients et de leurs proches
- art et culture à l'hôpital
- prévention et éducation à la santé

Son conseil d'administration est présidé par Jean-Olivier Arnaud, directeur général du CHU. Ses autres membres sont : Pascal Boulanger (groupe Boulanger), Isabelle Capel, Bruno Girveau, Michel Nozière et Arnaud Scherpereel.

## Formation et recherche

### Écoles

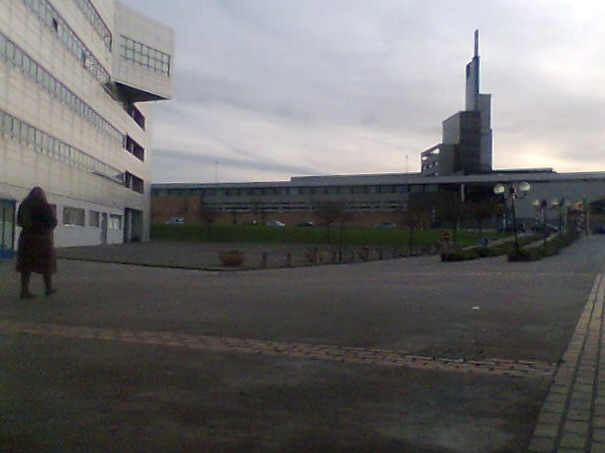
Faculté de médecine pôle formation depuis l'hôpital Jeanne de Flandre

Le CHU se trouve à Lille, 3e ville étudiante de France, et son campus abrite de ce fait de nombreuses écoles médicales et paramédicales.
Université de Lille (Campus Santé) :
- UFR des Sciences de la Santé et du Sport (UFR3S)
  - Faculté de médecine (la plus grande de France avec plus de 12 000 étudiants[3]); Pôles formation & recherche
  - Faculté de pharmacie
  - Faculté d'odontologie
  - Faculté d'ingénierie et management de la santé ILIS

Écoles du CHU de Lille :
- Centre d'enseignement des soins d'urgence - Institut de formation des ambulanciers
- Institut Gernez-Rieux
  - Institut de formation en soins infirmiers
  - École d'infirmiers(ères) anesthésistes
  - Institut de formation des aides-soignants
  - Centre de formation des préparateurs en pharmacie hospitalière
  - École de puéricultrices
  - École de sages-femmes
  - Institut de formation des cadres de santé

Institut de formation en ergothérapie
Institut de formation en masso-kinésithérapie du Nord de la France
Institut supérieur d'ostéopathie de Lille
Institut de formation de psychomotriciens Raymond-Leclercq
Santélys Formation
Institut régional du travail social

### Centres de recherche
Le CHU de Lille, et ses 1 200 chercheurs, est en lien avec de nombreuses structures de recherches situées à proximité : Université de Lille, Institut Pasteur de Lille, CNRS, INSERM, Inria, IRCL, etc. mais coopère aussi avec des structures transfrontalières, régionales, et internationales. Il est classé 3e pour les études et les essais cliniques en France. De par son affiliation avec l'Université de Lille, il est en lien avec l'école doctorale Biologie-Santé de celle-ci. En 2018, 1600 articles scientifiques sont publiés par le CHU.

#### Egid
L’European Genomic Institute for Diabetes (Institut européen de génétique pour les diabètes) est un institut international de recherche voué aux diabètes (types I et II), à l'obésité et à leurs facteurs de risque respectifs. Créé en février 2009, l'institut regroupe 3 équipes de recherche lilloises au niveau internationalement reconnu : 
- UMR 8199 : « Génomique et Maladies Métaboliques », dirigée par Philippe Froguel (Université de Lille, CNRS, Institut Pasteur de Lille)
- U 1011 : « Récepteurs nucléaires, maladies cardiovasculaires et diabète », dirigée par Bart Staels (Université de Lille, Institut Pasteur de Lille, INSERM)
- U 859 : « Thérapie cellulaire du diabète », dirigée par François Pattou (Université de Lille, CHU de Lille, INSERM)

Les différentes équipes sont regroupées dans un bâtiment dédié attenant au pôle recherche de la faculté de médecine, au cœur du campus santé. Il comporte des plateformes technologiques ouvertes (type IBISA), ainsi qu'un hôtel à projet permettant d'accueillir des équipes de recherche internationales de haut niveau dans le domaine du diabète.
L'activité principale de l'institut est la recherche, tant dans le domaine de la compréhension de la maladie et de ses facteurs de risque, notamment génétiques, que dans celui des essais thérapeutiques, en particulier de thérapie cellulaire. Il a également une mission d'enseignement via la formation initiale, le master 2 biologie-santé géré par l'École doctorale Biologie-Santé du Collège doctoral européen de Lille intégrant désormais un parcours « Diabète », mais aussi via la mise en place progressive de programmes de formation continue. L'institut a également pour but de trouver des applications cliniques à ses découvertes, il s'agira d'identifier et de mettre en œuvre des modèles préventifs, prédictifs et thérapeutiques d'avenir. Il travaillera à la valorisation industrielle du travail de recherche via un "club industriel" dont l'objectif sera de resserrer les liens entre les entreprises de biotechnologie et les laboratoires. Enfin l'institut participera à la promotion d'actions de santé publique, et ce notamment dans la région, très touchée par le diabète.
Egid a obtenu le 25 mars 2011 le label de Laboratoire d'Excellence du programme d'investissement d'avenir du Grand Emprunt.

## Performance et qualité des soins

### Classements des hôpitaux

#### Classement Newsweek
Depuis 2019, le magazine américain Newsweek réalise chaque année un classement des meilleurs hôpitaux du monde.
En 2022, ce classement prenait en compte les hôpitaux de 27 pays.
Ces pays sont sélectionnés en fonction de l'espérance de vie nationale, de la taille de leur population, de leur nombre d'hôpitaux et de la disponibilité des données nécessaires à l'évaluation.
Le classement des hôpitaux est réalisé en prenant en compte trois types de données : les recommandations d'un panel de plus de 80 000 experts médicaux (professionnels de santé et directeurs d'hôpitaux) provenant de l'ensemble des pays sélectionnés, les résultats publics d'études d'expérience patient et les résultats publics d'indicateurs de qualité des soins et d'hygiène.
En 2022, avec 10 hôpitaux classés dans les 150 premiers, la France était le 3e pays le mieux représenté dans ce classement, ex æquo avec l'Italie, tous deux étant devancés par les États-Unis (33) et l'Allemagne (14).
| Année                    | Année            | 2019 | 2020 | 2021 | 2022 | 2023 | 2024 | 2025 | 2026 | 2027 | 2028 |
| Classement international | Hôpital Huriez   |      |      |      | 47e  | 41e  |      |      |      |      |      |
| Classement national      | Hôpital Huriez   |      |      |      | 3e   | 3e   |      |      |      |      |      |
| Classement national      | Hôpital Salengro |      |      |      | 101e | 91e  |      |      |      |      |      |

#### Classement du Point
Depuis 2001, le magazine hebdomadaire Le Point réalise chaque année un classement des 50 meilleurs hôpitaux publics généralistes de France. Ce classement est obtenu en tenant compte de 8 critères (activité, notoriété, ambulatoire, technicité, spécialisation, cœliochirurgie, indice de gravité des cas traités et durée de séjour). Le Centre Hospitalier Universitaire de Lille est régulièrement en très bonne position dans ce classement.
| Année | 2001 | 2002 | 2003 | 2004 | 2005 | 2006 | 2007 | 2008 | 2009 | 2010 |
| Place | 2e   | 5e   | 6e   | ?    | 3e   | 1er  | ?    | 1er  | 1er  | ?    |

| Année | 2011 | 2012 | 2013 | 2014 | 2015 | 2016 | 2017 | 2018 | 2019 | 2020 |
| Place | 2e   | 2e   | 1er, | 2e   | 1er  | 2e   | 3e   | 3e   | 2e   | ?    |

| Année | 2021 | 2022 | 2023 | 2024 | 2025 | 2026 | 2027 | 2028 | 2029 | 2030 |
| Place | 3e   |      |      |      |      |      |      |      |      |      |

## Anciens étudiants
- Albert-Parfait-Pierre Debeyre
- Philippe Froguel